# Cosroes III
Cosroes III (em grego: Χοσρόης; romaniz.: Chrosróes; em latim: Chosroes; em armênio: Խոսրով; romaniz.: Χosrov; em parta: 𐭇𐭅𐭎𐭓𐭅; romaniz.: Χusrow) foi um pretendente rival ao trono do Império Sassânida que governou brevemente uma parte do Coração por alguns meses em 630.

## Nome
Osroes (em grego: Οσρόης, Osróēs) ou Cosroes (Χοσρόης, Chosróēs) é a variante grega e latina do parta e persa médio Cusrou (𐭇𐭅𐭎𐭓𐭅, Xusrōw) ou Cusrau (Xusraw), que por sua vez deriva do avéstico Haosraua (Haosrauuah), "aquele que tem boa fama". Foi registrado em armênio como Cosrove (Խոսրով, Xosrov), em árabe como Quisra (كسرى, Kisra) em persa novo como Cosrove (خسرو, Ḫosrow).

## Vida
Os antecedentes de Cosroes III são obscuros; em algumas fontes foi descrito como filho de Cavades II (r. 628–628), enquanto outras afirmam que era filho de Cosroes II (r. 590–628). Este último parece mais provável de acordo com o historiador inglês C. E. Bosworth. Cosroes III viveu originalmente na "terra dos turcos" (Turã), mas depois de ouvir sobre os atritos no Irã, foi para o país e conseguiu governar parte do Coração durante três meses, antes de ser morto pelo seu governador. Em sua cunhagem, é retratado usando a mesma coroa de Cosroes II, com as duas asas sendo uma referência a Artagnes, o deus da vitória. É retratado imberbe em seu retrato na frente, tornando-o junto com Artaxer III (r. 628–630) os únicos monarcas sassânidas imberbes.